# Borussia-Denkmal (Magdeburg)

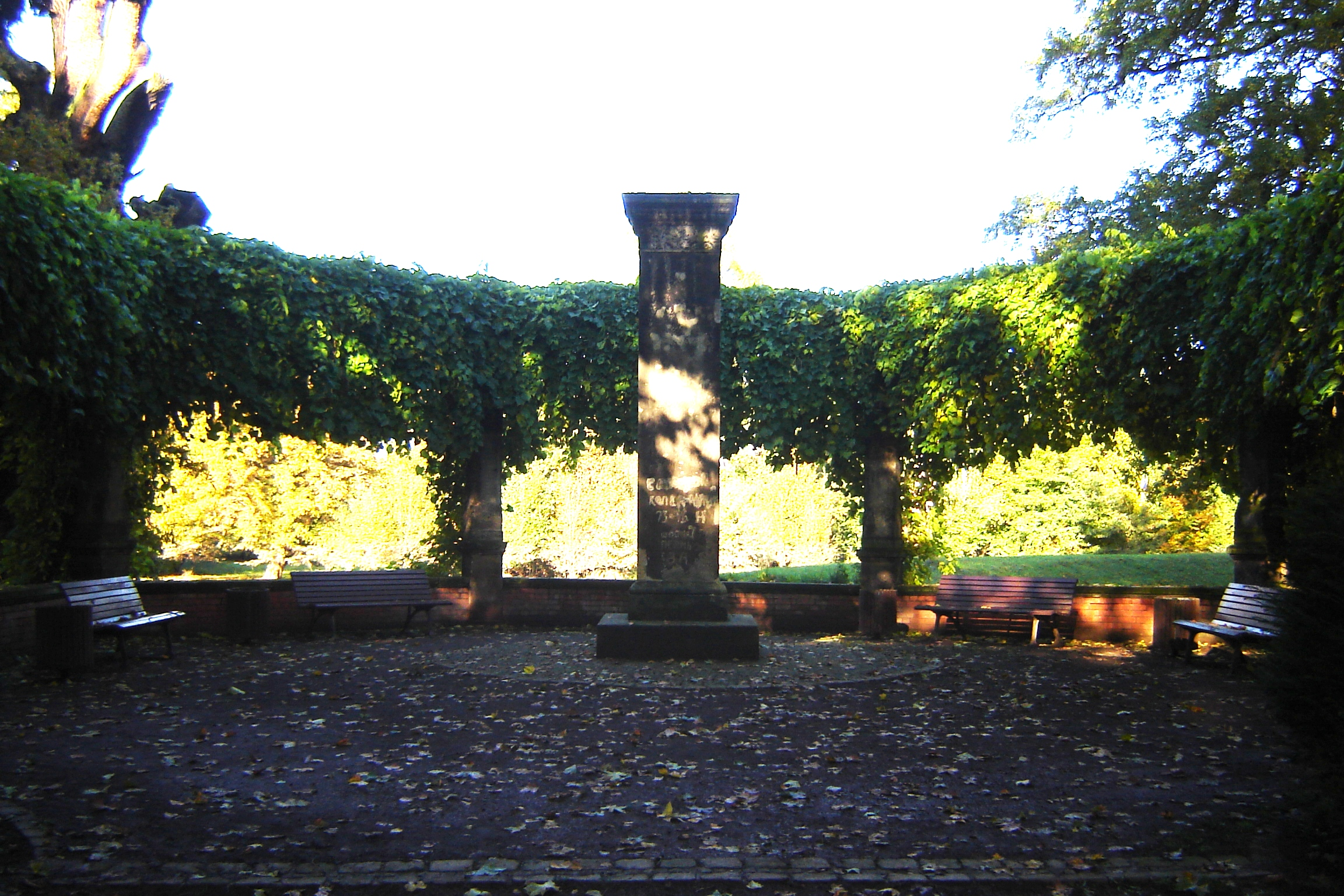
Sockel des Borussia-Denkmals, 2013

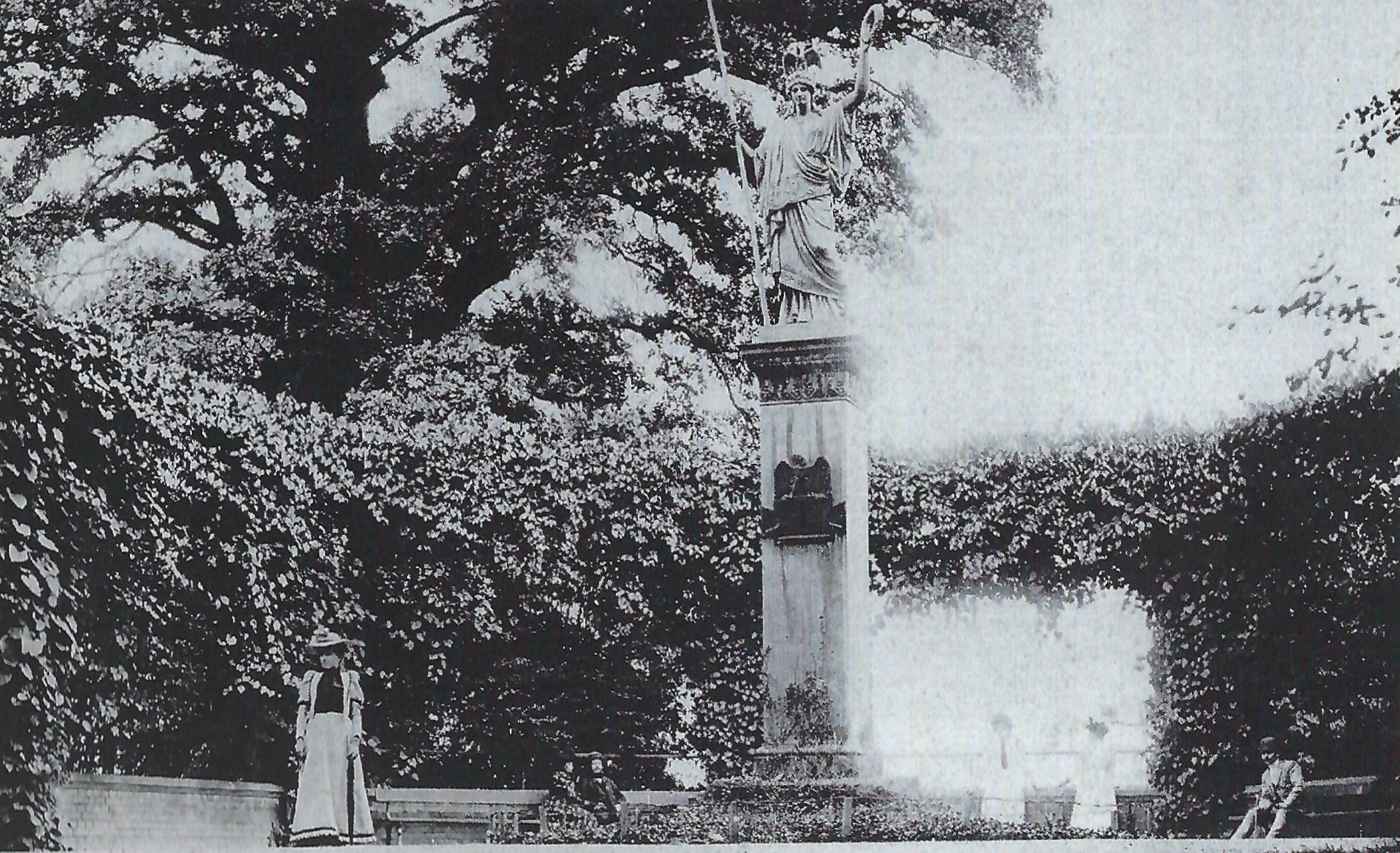
Denkmal Anfang der 1890er Jahre

Das Borussia-Denkmal ist ein denkmalgeschütztes Denkmal in Magdeburg in Sachsen-Anhalt, von dem allerdings nur der Sockel erhalten ist.

## Lage
Das Denkmal befindet sich markant am nördlichen Ende einer Lindenallee im Herrenkrugpark im Magdeburger Stadtteil Herrenkrug.

## Gestaltung und Geschichte
Schon 1818 hatte sich Stadtbaurat F.W. Wolff für einen Point de vue am Ende der Lindenallee ausgesprochen. Vorschläge sahen einen Pavillon, eine Vogelvoliere, ein Wasserbecken bzw. ähnliche Elemente vor. Die Ideen wurden jedoch länger aus finanziellen Gründen nicht umgesetzt.
Am 24. Mai 1864 wurde in Magdeburg feierlich der 50. Jahrestag der Befreiung Magdeburgs von der napoleonischen Fremdherrschaft durch den Einzug preußischer Truppen begangen. In diesem Zusammenhang wurde dann an dieser Stelle auch der Grundstein für ein Befreiungsdenkmal im Herrenkrugpark gelegt. Zunächst war die Aufstellung einer von einem Adler bekrönten Säule vorgesehen. Man entschied sich dann jedoch für eine Statue der Borussia. Die 8,5 Fuß hohe Statue wurde für 250 Taler von Maroh aus Charlottenburg gekauft. Gefertigt war die Statue aus Keramik. Sie zeigte eine Frauengestalt mit einem Adler auf dem Kopf. In einer Hand hielt sie einen Speer, in der anderen einen Siegerkranz. Die Gesamtkosten des Denkmals wurden aus Mitteln der Hundesteuer finanziert.
Die Errichtung des Denkmals fand im Jahr 1866 statt. Es wurde inmitten einer aus einer niedrigen Mauer aus Ziegeln und Sandstein gebildeten Exedra aufgestellt. Auf der Mauer wurden auf Pfeilern Rankgitter angebracht. Am Denkmal befand sich die Inschrift:
Nach Ende des Zweiten Weltkriegs wurde das Denkmal 1946 von sowjetischen Truppen für Schießübungen missbraucht und die Statue so zerstört. Der Sockel blieb jedoch erhalten. Da die ursprüngliche Inschrift nicht mehr bestand, wurde 1991 wieder eine Tafel mit dem Text der ursprünglichen Inschrift angebracht. Am 5. Oktober 2017 wurde das Denkmalensemble beim Sturm Xavier durch eine umstürzende Platane beschädigt. Der Denkmalsockel mit Kapitell, sechs Pfeiler der Pergola, ein Pfeilerpostament, einzelne Mauerabdeckungen sowie diverse Bruchfragmente wurden daraufhin geborgen und eingelagert.
Mit Antrag vom 9. Januar 2019 beantragte die Ratsfraktion Bündnis 90/Die Grünen das Denkmal und die umgebenden Elemente unter Verwendung der erhaltenen originalen Teile in zeitgemäßer Form wiederherzustellen. Auf bereits erfolgte Wettbewerbe und Überlegungen sollte soweit möglich zurückgegriffen werden oder ein neuer Gestaltungswettbewerb stattfinden, der das Friedensprojekt Europa thematisiert. Seitens der Ratsfraktion CDU/FDP/BfM wurde ein Änderungsantrag mit dem Ziel gestellt, das Denkmal in seiner ursprünglichen Form wieder zu errichten. Der Stadtrat beschloss den Antrag am 16. Mai 2019 in der geänderten Form. Die Kosten für die Restaurierung wurden mit etwa 85.000 € eingeschätzt. Zu den Beratungen für den Haushalt 2024 beantragte die Ratsfraktion Gartenpartei/Tierschutzallianz den Wiederaufbau aus Kostengründen zu verschieben, zog den Antrag dann jedoch zurück.
Im Denkmalverzeichnis des Landes Sachsen-Anhalt ist das Denkmal unter der Erfassungsnummer 094 76844 als Kleindenkmal verzeichnet.